# ستيفن جنكينز
ستيفن جنكينز (بالإنجليزية: Stephen Jenkins)‏ (2 يناير 1980 ببرستل في المملكة المتحدة - ) هو لاعب كرة قدم بريطاني في مركز قلب الدفاع. لعب مع فوريست غرين ونادي برينتفورد ونادي ساوثهامبتون وWeston-super-Mare A.F.C. ‏ ونادي باث سيتي.

## وصلات خارجية
- ستيفن جنكينز على موقع Soccerbase.com (لاعب) (الإنجليزية)